# Pentosane
Pentosane sind Schleimstoffe in Pflanzenteilen, vor allem im Getreidekorn, und gehören zu der Gruppe der Hemicellulosen.

## Aufbau
Sie bestehen aus den Pentosen Arabinose und Xylose, die zusammen ein Arabinoxylan bilden.
Dazugezählt werden mitunter aber auch Arabinogalactane aus Arabinose (Pentose) und Galactose (Hexose).
Je nach Art der Bindung und Anzahl der Arabinosereste kommt es zu unterschiedlichem Lösungsverhalten in Wasser (wasserlösliche und wasserunlösliche Pentosane).

## Vorkommen
Pentosane sind in vielen pflanzlichen Produkten zu finden. Roggen enthält etwa 6–8 % Pentosane (über das ganze Korn verteilt), Weizen etwa 2–3 %, die sich aber in den Randschichten des Korns konzentrieren.
Die Schleimstoffe haben eine hohe Wasserbindekraft, was bei der Teigbildung von Roggenteigen in der Bäckerei von Bedeutung ist: Da sich im Roggenteig kein Klebergerüst wie beim Weizenteig ausbildet, sind die Schleimstoffe für die Teigbildung verantwortlich.

## Verdaubarkeit
Da der menschliche Körper im Verdauungstrakt keine Pentosanasen (Enzyme, die Pentosane spalten) produziert, können sie nicht verdaut werden und gehören daher zu den Ballaststoffen.

## Medizinischer Nutzen
Pentosanpolysulfat (Fibrenzym®) zählt zu den Heparinoiden, wird also zur Hemmung der Blutgerinnung bei Patienten verwendet, die Heparin nicht vertragen.
Eine Studie zur symptomatischen Behandlung der Interstitiellen Zystitis mit Pentosanpolysulfat unter Zuhilfenahme von elektrischem Strom zeigt einen vorübergehenden Ersatz der Glycosaminoglycan-Barriere in der Harnblase.